# Edgar Norwerth

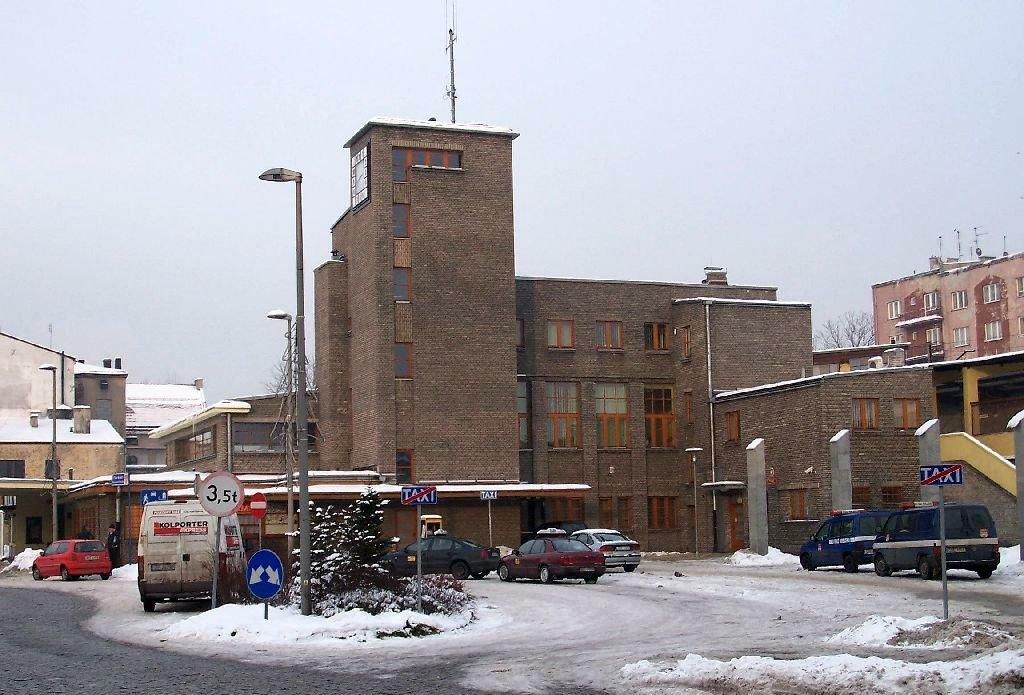
Dworzec kolejowy Będzin Miasto

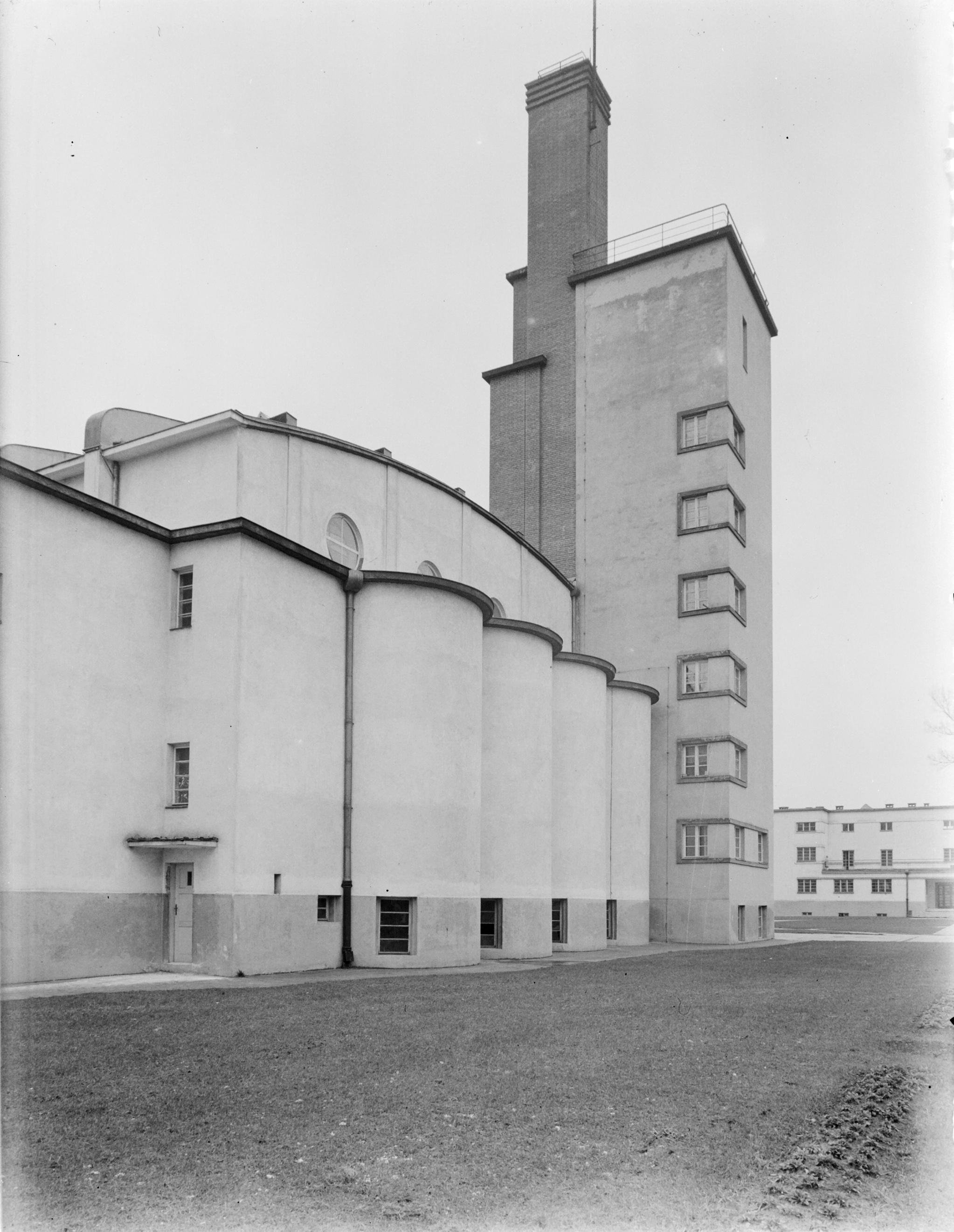
Kompleks Centralnego Instytutu Wychowania Fizycznego (obecnie AWF w Warszawie)

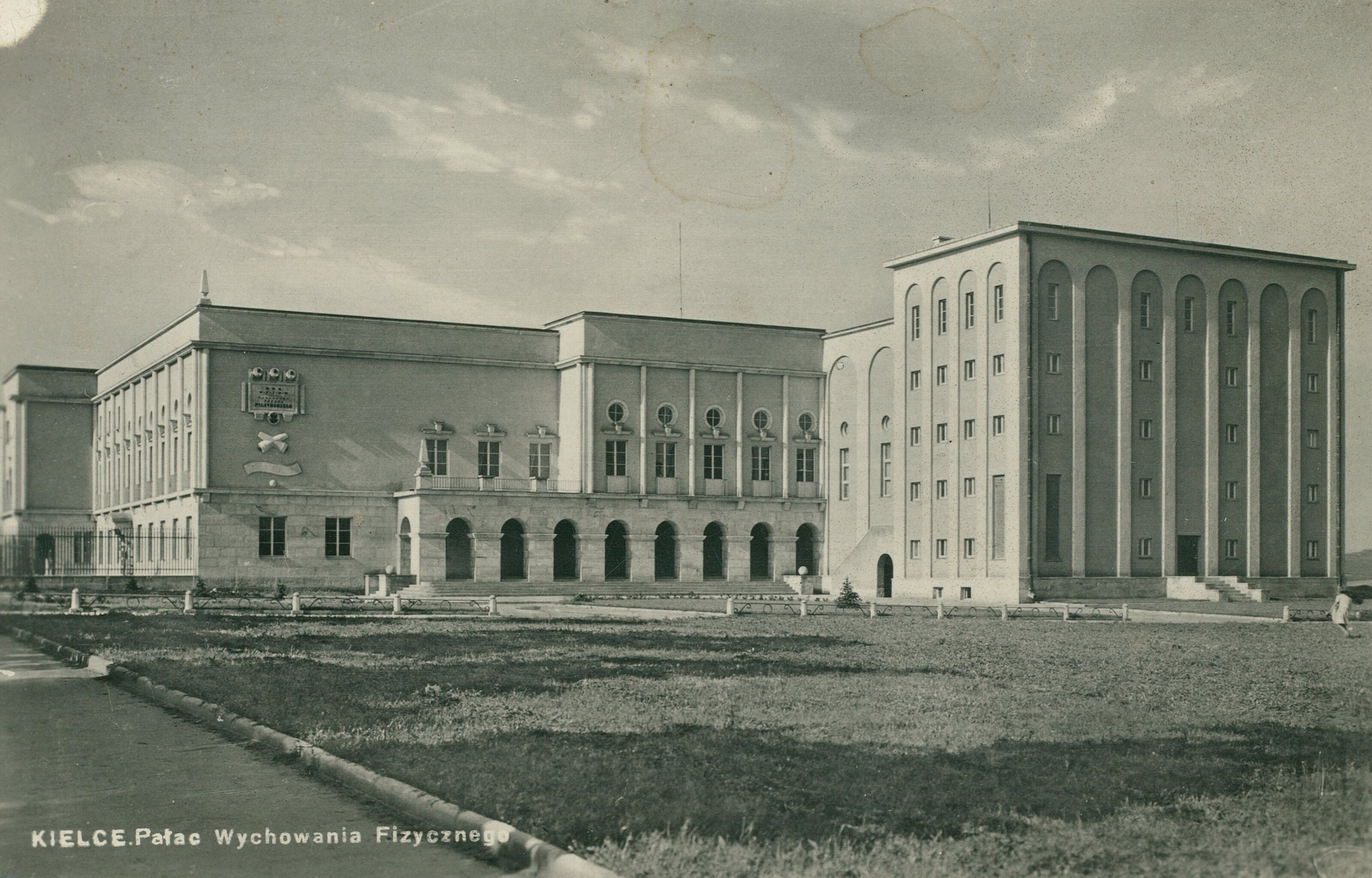
Wojewódzki Dom Kultury w Kielcach

Edgar Aleksander Norwerth (ur. 7 kwietnia 1884 w Coppet, zm. 19 września 1950 w Warszawie) – polski architekt, urbanista i teoretyk architektury modernizmu.

## Życiorys
Został ochrzczony w kościele Saint-Loup w Versoix. Przez pierwszy okres życia przebywał głównie w Rosji. Studiował w Instytucie Inżynierów Komunikacyjnych w Moskwie, a następnie eksternistycznie w Instytucie Inżynierów Cywilnych w Sankt Petersburgu. Od 1914 pracował m.in. w biurze architektonicznym A.W. Szczusjewa (późniejszego twórcy Mauzoleum Lenina). W 1918 został profesorem Moskiewskiej Szkoły Malarstwa, Rzeźby i Architektury, następnie nauczał na Wchutiemas i w Moskiewskiej Wyższej Szkole Technicznej im. Baumana (od 1921 Instytut Inżynierów Cywilnych). W roku 1924 został delegowany do Londynu na Pierwszy Międzynarodowy Kongres dotyczący edukacji architektonicznej, z którego do Rosji nie powrócił. Pod koniec 1924 wraz z żoną znalazł się w Warszawie, gdzie mieszkała jego rodzina.
W latach 1926–1930 był nauczycielem akademickim na Wydziale Inżynierii Lądowej Politechniki Warszawskiej. W latach 30. był inspektorem technicznym Ministerstwa Spraw Wewnętrznych. Przez pozostały okres swego życia związany był głównie ze stolicą, gdzie powstała większość jego dzieł.
W swojej pracy architektonicznej kierował się głównie panującymi ówcześnie założeniami umiarkowanego funkcjonalizmu. Oprócz architektury, parał się również grafiką – głównie akwafortami i drzeworytami utrzymanymi w stylu awangardowym, które prezentowane były na licznych wystawach w Polsce i za granicą. Był też znanym krytykiem i teoretykiem architektury, autorem wielu artykułów publikowanych często na łamach „Architektury i Budownictwa” (m.in. o ówczesnej architekturze radzieckiej) oraz inicjatorem dyskusji środowiskowych, głównie na temat uporządkowania urbanistycznego Warszawy.
Pochowany na Cmentarzu Powązkowskim (kwatera 132-6-5).

## Ważniejsze projekty
- konkurs na plan regulacyjny (urbanistyczny) Lublina (1925)
- konkurs na zabudowę pierzei ul. Filtrowej w Warszawie (1926, IV nagroda)
- konkurs na zagospodarowanie przestrzenne placu Saskiego w Warszawie (1927, II. nagroda)
- dworzec kolejowy Będzin Miasto (1927, realizacja 1931)
- kompleks Centralnego Instytutu Wychowania Fizycznego (obecnie AWF) Warszawa-Bielany (1928–1930 z modyfikacjami w drugiej połowie lat 40 XX w., realizacja etapami 1928–1937)
- gmach Ministerstwa Spraw Zagranicznych w Warszawie (1929, niezrealizowany)
- pawilon GISZ wraz z kamienicą Wojskowej Spółdzielni Mieszkaniowej „Proporzec” (tzw. Dom Pułkowników, Dom Generalski) przy al. J.Ch. Szucha 16 w Warszawie (1929, częściowa realizacja do 1931)
- osiedle mieszkaniowe Funduszu Kwaterunku Wojskowego w rejonie Cytadeli Warszawskiej (tzw. Żoliborz Oficerski; 1932, realizacja 1935–1937), m.in. Dom Podoficerski przy ul. Krajewskiego 2a
- Dom Wychowania Fizycznego i Przysposobienia Obronnego w Kielcach (obecnie Wojewódzki Dom Kultury w Kielcach; 1933, realizacja stopniowo do 1956)
- Sanatorium Wojskowe w Otwocku (Teklinie) (obecnie Europejskie Centrum Zdrowia, projekt 1933, realizacja 1935)
- Budynek Domu Dziecka im. Ojca Świętego Piusa XI w Chotomowie (1937)
- dom własny przy ul. Klonowej w Warszawie (przed 1939)
- odbudowa i przebudowa kościoła św. Stanisława Kostki Warszawa-Żoliborzu (1945, realizacja do 1963)
- odbudowa Filii I Miejskiego Gimnazjum Kupieckiego i Liceum Handlowego przy ul. Krypskiej 31 w Warszawie (1948)
- odbudowa domu Towarzystwa Naukowego Warszawskiego przy ul. Jana i Jędrzeja Śniadeckich (1948)

## Ordery i odznaczenia
- Złoty Krzyż Zasługi (11 listopada 1936)[2]